# Karisjärvi
Karisjärvi är en sjö i kommunen Lojo i landskapet Nyland i Finland. Sjön ligger 65,8 meter över havet. Arean är 55 hektar och strandlinjen är 3,35 kilometer lång. Sjön  ingår i Karisåns huvudavrinningsområde.   Den ligger omkring 62 km nordväst om Helsingfors. 